# Russische reddingsexpeditie van 1903
De Russische reddingsexpeditie van 1903 werd georganiseerd door de Russische Academie van Wetenschappen in Sint-Petersburg. Doel was de achtergebleven groepen van de Russische poolexpeditie van 1900-1902 te redden die zich nog op de Nieuw-Siberische eilanden bevonden. Het betrof een groep van baron Eduard Toll met drie anderen, en een groep van Aleksej Bjaljnitski-Biroelja. De twee groepen bevonden zich waarschijnlijk op verschillende eilanden. De expeditie werd georganiseerd en geleid door Aleksandr Koltsjak, die ook aan de vorige expeditie had deelgenomen. In die jaren was hij een jonge onderzoeker en luitenant bij de Russische marine, later werd hij een politiek en militair leider.

## Achtergrond
In december 1902 kwam het grootste deel van de Russische poolexpeditie van 1900–1902 aan in Sint-Petersburg en deed verslag van de resultaten bij de  Academie van Wetenschappen. De Academie was ongerust over het lot van expeditieleider baron Toll, die zich met drie anderen van de expeditie had afgesplitst om Bennetteiland te verkennen en van wie niets meer was vernomen. Dit gold ook voor Aleksej Bjaljnitski-Biroelja die met enkele anderen naar Nieuw-Siberië- eiland was gegaan.
Op 9 december 1902 werden drie sleutelfiguren van de eerste expeditie, Aleksander Koltsjak, Fjodor Matisen en Konstantin Vollosovitsj, uitgenodigd bij de bijeenkomst van de Academie die in het teken stond van het organiseren van een reddingsexpeditie. Matisen was ertegen omdat hij dacht dat het zinloos was en te gevaarlijk voor de redders. Tijdens het tweede deel van de vorige expeditie was hij als kapitein van het schip betrokken geweest bij een vergeefse poging Bennetteiland te bereiken. Poolreiziger en academicus Fjodosi Tsjernisjev stelde voor met het schip van de vorige expeditie naar Bennetteiland te gaan. Dat schip, de Zarja, was achtergelaten in de baai van Tiksi, dus nabij het doel van de reis. Het idee om de ijsbreker Jermak te gebruiken werd verworpen omdat deze niet geschikt was voor de ondiepe wateren in dat gebied. Koltsjak stelde voor niet de Zarja te gebruiken maar met sloepen naar Bennetteiland te gaan en daar hondensleden te gebruiken. Zijn plan werd net zo risicovol geacht als de tocht die Toll had ondernomen; toch werd het goedgekeurd door Tsjernisjev, waarbij Koltsjak tot expeditiehoofd werd benoemd.
Op 16 januari 1903 had Koltsjak de eerste fondsen voor de expeditie ontvangen. Vanwege deze opdracht moest hij zijn geplande huwelijk met Sofia Omirova uitstellen.

## Voorbereidingen
Om manschappen voor deze gevaarlijke expeditie te werven ging Koltsjak naar Mezen en de kusten van de Witte zee, waar hij zes pomoren inhuurde. Het waren zeehondenjagers die eerder hadden deelgenomen aan een expeditie naar Spitsbergen. In Archangelsk ontving hij bericht dat de groep van Bjaljnitski-Biroelja er inmiddels in was geslaagd het Siberisch continent te bereiken; het lot van Toll was echter nog onbekend.
Koltsjak werd begeleid door 16 anderen waaronder twee leden van de vorige expeditie, bootsman Nikifor Begitsjev en stuurman Vasili Zjeleznjakov. Begitsjev was het niet eens met het plan van Koltsjak om reddingboten vanaf Mezen mee te nemen en overtuigde hem om de walvissloep te gebruiken die nog op het schip van de vorige expeditie aanwezig was. 
Op de terugreis van de vorige expeditie had Koltsjak P. V. Olenin ontmoet, een specialist op het gebied van Jakoetië en Siberië, en was met hem bevriend geworden. Koltsjak hield per telegraaf contact met hem en vroeg hulp en adviezen. Olenin reisde daarna naar Verchojansk en Oest-Jansk om honden, voer en uitrusting te kopen.
Op 9 februari 1903 arriveerde Koltsjak in Irkoetsk, op 8 maart verzamelden alle expeditieleden zich in Jakoetsk. Vandaar gingen ze de Aldan en de Nera stroomafwaarts en bereikten Verchojansk. Na het oversteken van de Koelar bergrug op 10 april kwamen ze in het dorp Kazatsji aan de Janarivier. Vandaar reisde Koltsjak naar de Zarja in Tiksi, om de walvissloep gereed te maken en van boord te halen.

## De expeditie
Begin mei bereikte de expeditie de noordkust van het continent, vanwaar ze over het pakijs naar de Nieuw-Siberische eilanden gingen. Ze beschikten over 10 sleden, elk getrokken door 13 honden. De sloep lag op twee sleden, getrokken door 30 honden. Ze verplaatsten zich in de nacht, als het ijs hard en sterk genoeg was. Op 23 mei bereikten ze het eiland Kotelny, waar ze jaagden en de boot in orde maakten terwijl gewacht werd op het smelten van het zee-ijs. Op 18 juli was de zee in voldoende mate ijsvrij en vertrokken Koltsjak en zes Pomoren in de sloep naar Bennetteiland, met voor zes weken voedsel. De anderen bleven op Kotelny.
Varend langs de oostkant van Kotelny ontmoetten ze op 26 juli Sergej Tolstov, een matroos van de vorige expeditie, die was achtergebleven op het schiereiland Faddejevski om op Toll te wachten. Van Toll zelf werd geen spoor gevonden. Verderop op kaap Visoki ontmoetten ze Broesnjev, die daar ook was achtergelaten om Toll te assisteren. Vandaar voeren ze door open water naar het noorden, met zeil en roeiriemen, en bereikten op 4 augustus Bennetteiland.
Daar vond Koltsjak een fles met brieven van Toll, en een plattegrond van het eiland. Met behulp van deze kaart gingen ze naar de andere kant van het eiland en vonden een kampplek van Toll.

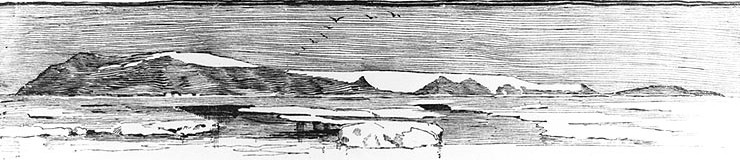
Bennett Island (1881)

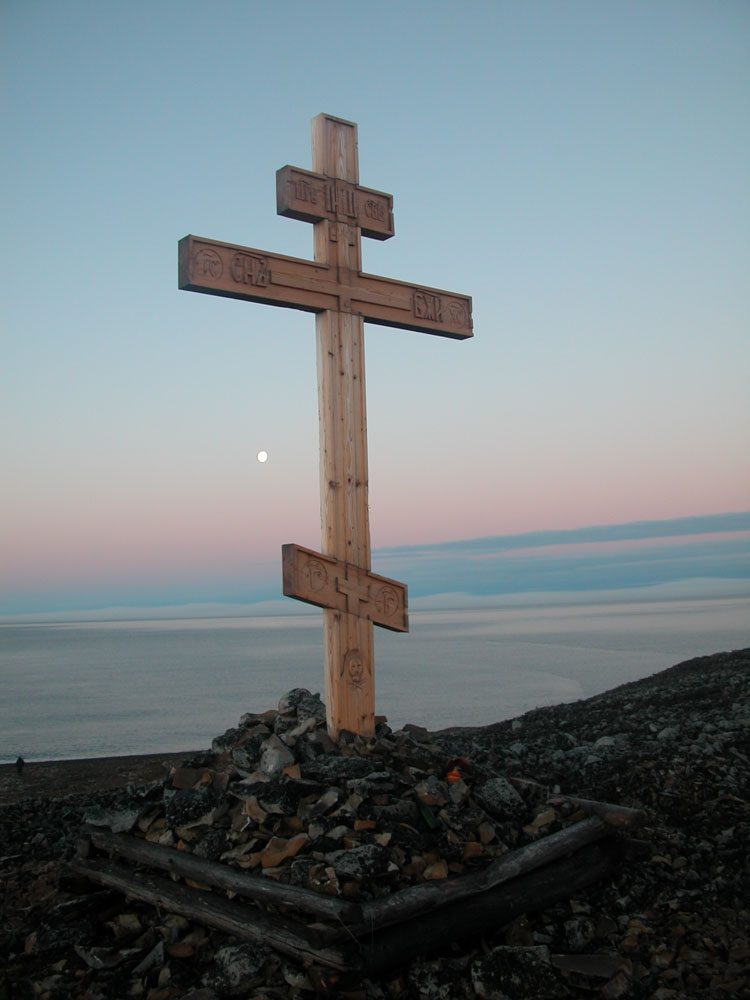
Orthodox kruis, ter gelegenheid van de 100e gedenkdag van de reddingsexpeditie; in augustus 2003 geplaatst op Bennetteiland

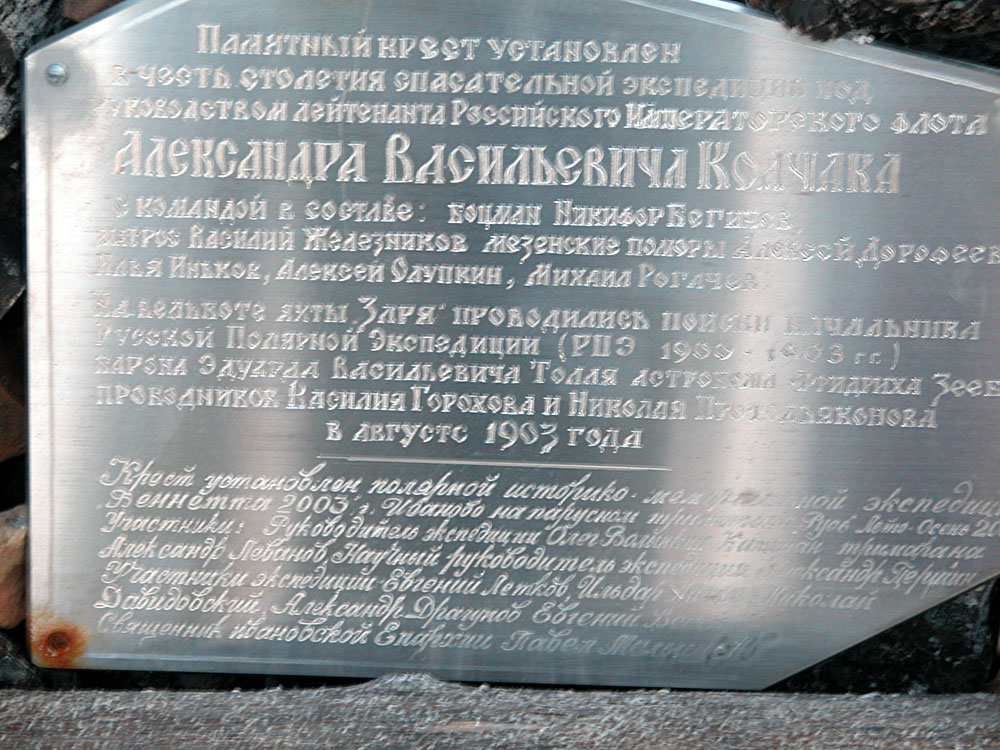
Inscriptie op het kruis

In het kamp werden grondmonsters en een deel van het instrumentarium gevonden, ook een dagboek met de samenvatting van Tolls onderzoek op het eiland.
Hij liet aantekeningen achter dat het eiland ongeveer 230 km² groot is en een hoogte heeft tot 457 meter boven zeeniveau. Hij beschreef de fauna en geologische structuren en zag beenderen van mammoeten en andere dieren uit het kwartair. Het dierenleven telde beren, walrussen, een groep van 30 rendieren en groepen vogels. 
De groep had een schuilhut gebouwd van drijfhout, dat ook gebruikt werd als brandstof. Om onbekende reden sloegen ze geen voedsel op maar lieten de resten van gedode beren en rendieren liggen. Toen duidelijk werd dat de Zarja niet zou komen, hadden ze al te weinig munitie, en de rendieren hadden het eiland al verlaten. Op 26 oktober 1902 vertrok Toll met zijn groep naar het zuiden.

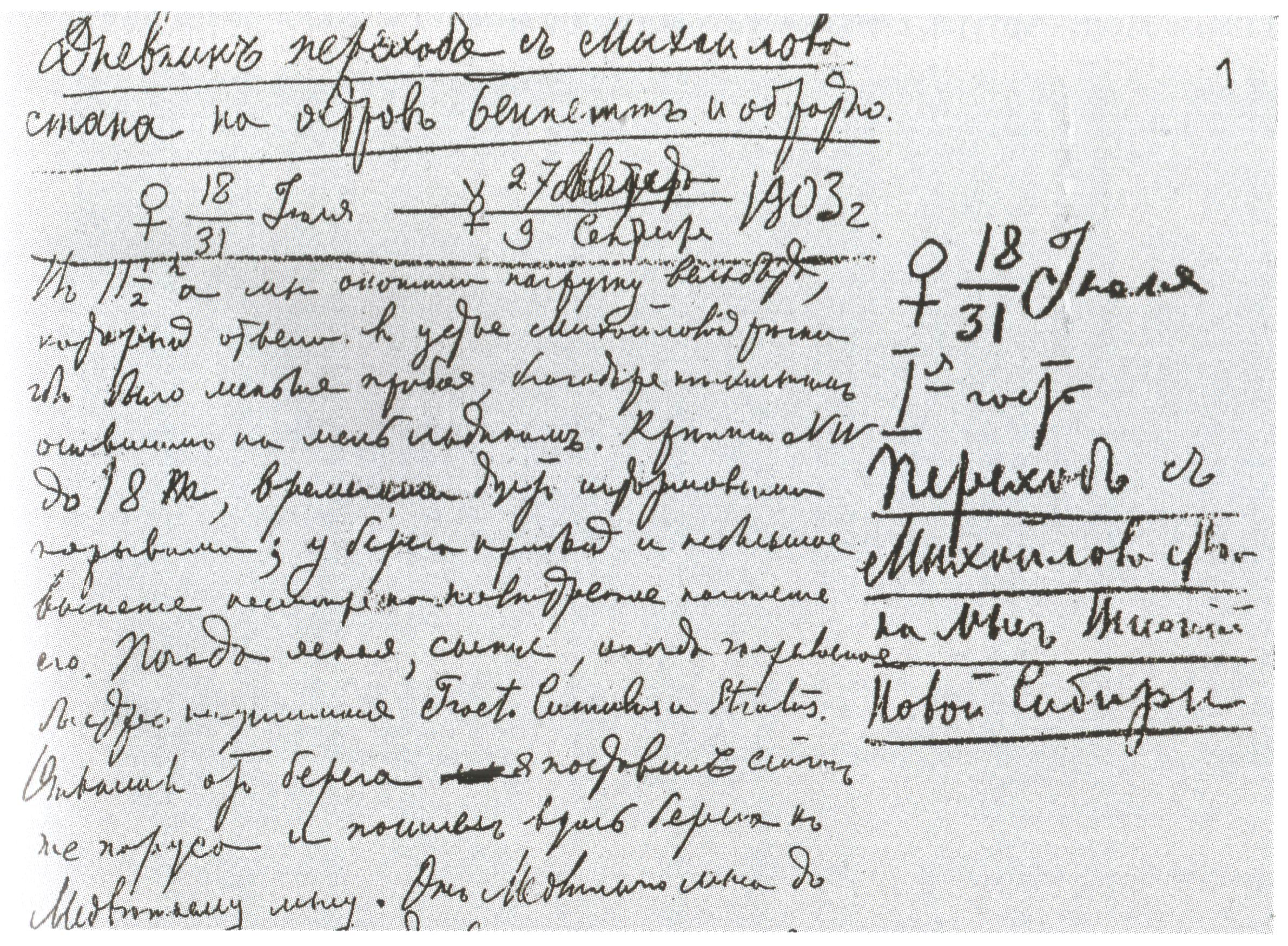
Eerste bladzij van het dagboek van Koltsjak "Dagboek van de tocht van Michailov-kamp naar Bennetteiland en terug"

Koltsjak bracht drie dagen door met zoeken naar sporen van Toll over het hele eiland. De noordoosthoek ervan werd vernoemd naar Emmeline Toll, de zuidoosthoek naar academicus Tsjernysjev. 
De expeditie van Koltsjak onderzocht ook alle Nieuw-Siberische eilanden maar ook daar werd niets gevonden; voorraden die voor Toll waren klaargelegd, bleken onaangeroerd. Geconcludeerd werd dat de groep onderweg tussen de eilanden moet zijn verdwenen.
Met het naderen van de herfst besloot Koltsjak bij de eerste gunstige wind naar het continent terug te keren. Op 7 augustus vertrok de walvissloep van Bennetteiland en kwam op 14 augustus aan bij het kamp van Broesnjev op Nieuw-Siberië, waar ze drie dagen bleven. Op 27 augustus landde de expeditie op Kotelny, waar ze twee maanden wachtten op het dichtvriezen van de zee. Daarna gingen ze verder op sleden.
Op 7 december ontmoette Koltsjak zijn bruid in Kazatsje. Omirova vertelde dat de Academie de hoop op een gunstige afloop had verloren en zelfs wilde dat de reddingsexpeditie zou terugkeren, maar ze konden er niet meer mee in contact komen.
Op 26 januari bereikte Koltsjak Jakutsk, vanwaar een telegram naar de Academie werd gestuurd. Het telegram maakte duidelijk dat Toll tussen 21 juli en 26 oktober 1902 Bennetteiland had verkend, daarna was vertrokken en spoorloos verdwenen. Het werd in veel kranten gepubliceerd.

## Resultaten
Koltsjaks expeditie volbracht zijn taak en keerde zonder verliezen terug. Naast het geven van een plausibele verklaring over het lot van Toll, verschaften ze gegevens over de geografie en ijstoestand in het gebied, waarvoor ze werden geprezen door Pjotr Semjonov-Tjan-Sjanski.
Als erkenning voor zijn prestaties werd Koltsjak in 1906 gekozen tot lid van het Russisch Geografisch Genootschap en werd hem de Konstantijn-medaille toegekend voor zijn deelname aan de expeditie van baron Toll en voor zijn reis naar Bennetteiland. Slechts drie personen voor hem kregen deze onderscheiding: Fridtjof Nansen, Adolf Erik Nordenskiöld en Nicholas Jurgens.